# Salmtalstadion
Das Salmtalstadion ist ein Fußballstadion mit Aschenbahn in der Ortsgemeinde Salmtal im rheinland-pfälzischen Landkreis Bernkastel-Wittlich. Es ist die Heimspielstätte des Fußballvereins FSV Salmrohr. Das Salmtalstadion bietet 7500 Zuschauern Platz. Im überdachten Tribünenbereich stehen 1200 Sitzplätze zur Verfügung.

## Geschichte
Die Anlage wurde 1981 fertiggestellt und im Juli des eröffnet. Zur Einweihung gab es ein Spiel gegen den FC Bayern München. Größere Umbaumaßnahmen erfolgten in der Saison 1986/87, als der FSV Salmrohr in der 2. Bundesliga spielte. Das Stadion besitzt keine Flutlichtanlage und hat einen benachbarten Kunstrasenplatz mit Flutlicht, der sowohl für Trainingszwecke als auch für Punktspiele diverser Mannschaften genutzt wird.

## Anfahrt
A 48/A 1 bis zum Kreuz Wittlich fahren, dort in Richtung Bitburg fahren und die Autobahnausfahrt „Wittlich West“ bzw. aus Salmtal (aus Süden) verlassen – dort Richtung Salmtal fahren – das Stadion ist im Ort ausgeschildert.